# رشته دانشگاهی مدیریت
رشته مدیریت (به انگلیسی: Management)، در مقطع کارشناسی، کارشناسی ارشد و دکترا در دانشگاه‌های ایران و جهان تحت عناوین گرایش‌های مختلف مانند مدیریت بازرگانی ارائه شده و هدف از آن آموزش دانش و مهارت‌های لازم به دانشجویان در رابطه با نحوه کارکرد سازمان‌ها و چگونگی مدیریت آنها، به منظور آماده‌سازی دانشجویان برای بر عهده گرفتن نقش‌های مدیریتی در سازمان‌های مختلف است.

## گرایش‌های رشته مدیریت
رشته مدیریت در مقطع کارشناسی تا دکترا دارای گرایش‌های متعددی است که از جمله آنها می‌توان به موارد زیر اشاره نمود:
- مدیریت بازرگانی
- مدیریت صنعتی
- مدیریت دولتی
- مدیریت جهانگردی
- مدیریت بیمه اکو (بیمه اقتصاد ملی و بین‌الملل، سطوح کلان)
- مدیریت بیمه
- مدیریت کسب و کارهای کوچک
- مدیریت ارتباطات و امور رسانه ای
- مدیریت فرهنگی
- مدیریت محیط زیست و طبیعت
- مدیریت تولید
- مدیریت ورزشی
- مدیریت سیاسی
- مدیریت نظامی
- مدیریت جغرافیای شهری و روستائی
- مدیریت اقتصاد خانواده
- مدیریت سازمانی
- مدیریت منابع انسانی
- مدیریت امور مالیاتی و بودجه
- مدیریت مالی
- مدیریت کارآفرینی
- مدیریت امور گمرکی
- مدیریت فناوری اطلاعات
- مدیریت امور بانکی

## توضیحات کلی
لیسانس مدیریت یا کارشناسی مدیریت که در سیستم آموزش عالی آمریکا با سرواژه‌های BMgt BMgmt,BMS شناخته می‌شود یک رشته در مقاطع کارشناسی، کارشناسی ارشد، دکترا و پسادکترا (استاد ممتاز دانشگاه دارای حداقل ۵ دانشجوی دکتری و ارائه ۳۰ مقاله بین‌المللی پراستناد) است که توسط دانشگاه‌های متعدد در سراسر جهان ارائه می‌شود. این رشته دانشجویان را با دانش و مهارت‌های لازم برای به عهده گرفتن نقش‌های مدیریتی در سازمان‌های مختلف تربیت می‌کند. این آموزش و پرورش یک پایه محکم در رفتار سازمانی و مدیریت منابع انسانی فراهم می‌کند، در حالی که به دانشجویان اجازه می‌دهد تا در زمینه‌های خاص مورد علاقه خود از طریق دروس انتخابی مانند روابط مدیریت کار، مذاکره، رهبری، حل تعارض، سیستم‌های جبران خسارت، و توسعه سازمانی تخصص پیدا کنند. علاوه بر اینها، این رشته، در مورد نحوه عملکرد سازمان‌ها، نحوه مدیریت آنها و تعامل آنها با برنامه‌نویسی شی گرا با استفاده از زبان برنامه‌نویسی ++C و ساختارهای داده در هر دو محیط ملی و بین‌المللی آموزش‌های گوناگون ارائه می‌دهد.